# Chiesa di Cristo Re (Valderice)
La Chiesa Madre Cristo Re è il principale edificio religioso di Valderice.

## Storia
L'11 ottobre 1935 monsignor Ferdinando Ricca, vescovo di Trapani, per dare una più adeguata assistenza ai fedeli di Valderice, affidò la cura spirituale della borgata a padre Francesco Sanclemente. Nella prima metà del XX secolo, le funzioni religiose si celebravano nella piccola chiesa di Cristo Re, sita sulla via principale. Tuttavia questa chiesetta non era sufficiente ad accogliere tutti i fedeli della borgata e ne occorreva una nuova.
Padre Francesco Sanclemente si impegnò per avviare l'edificazione di una nuova e più grande chiesa che potesse far fronte alle necessità di tutti i fedeli. Nel maggio del 1945, chiese al barone Girolamo Adragna la concessione di un appezzamento di terreno per costruirvi la nuova chiesa. Il barone concesse il terreno e i lavori iniziarono subito per avere ultimazione nel 1950. 
Il 7 agosto di quell'anno la chiesa venne aperta al culto e l'8 maggio 1953 fu consacrata dal vescovo Corrado Mingo ed eretta a chiesa madre. Per meglio rispondere alle esigenze di culto, verso la fine del XX secolo furono ampliati o trovarono diversa sistemazione alcuni luoghi liturgici: il presbiterio, il fonte battesimale, l’ambone, la mensa eucaristica e la sede presidenziale. Dal 7 agosto 2010 nella prima cappella sul lato destro della chiesa, oltre al busto marmoreo del dottor Alberto Adragna, è visibile una lapide con i nomi dei Cittadini Benefattori della chiesa e un busto in bronzo di monsignor Francesco Sanclemente. 
La chiesa è retta da un sacerdote diocesano.